# Lasianthus obscurus
Lasianthus obscurus là một loài thực vật có hoa trong họ Thiến thảo. Loài này được (DC.) Blume ex Miq. mô tả khoa học đầu tiên năm 1857.